# 歐珠
歐珠（1483年—?年），字明甫，四川潼川州站籍，南直隸蘇州府吳縣人。

## 生平
八月二十九日生，行一，治《易經》，由國子生中式甲子科（1504年）四川鄉試第五十九名舉人，年二十九歲中式正德六年辛未科會試中式第二百九十一名，第三甲第一百三十四名進士。授行人，正德十四年（1519年）秋七月實任雲南道監察御史，嘉靖二年（1523年）巡按浙江，以织造太监吴勋诬陷其违抗诏旨，三年十二月貶為陕西商州判官，知滑縣事，節用愛人，通商惠工。既去而民不能忘。

## 家族
曾祖歐仕傑；祖歐鳳；父歐大欽；母劉氏。具慶下，妻譚氏，弟珂；寶。